# Chasse aux épées
 (septembre 2016).

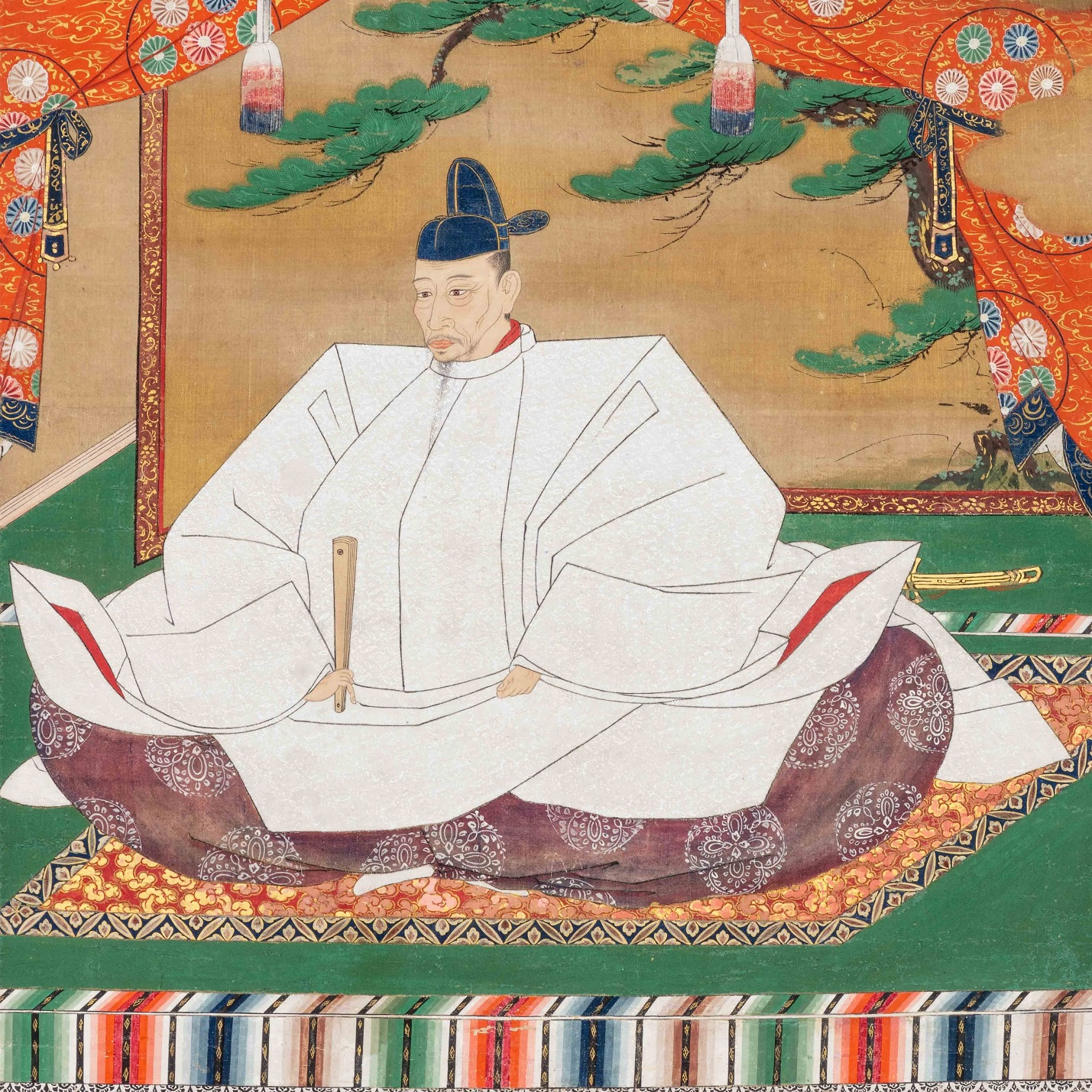
Bien culturel important "Portrait de Toyotomi Hideyoshi" (partie d'une œuvre d'art). Acclamé dans la 3ème année de Keicho (1598), Temple Kōdai-ji, Kyoto.

À plusieurs reprises au cours de l'histoire du Japon, le nouveau détenteur du pouvoir cherche à assurer sa position en organisant une chasse aux épées (刀狩, katanagari). Les armées parcourent tout le pays et confisquent les armes des ennemis du nouveau régime. De cette manière, le nouveau souverain cherche à faire en sorte que personne ne puisse prendre le pays par la force, comme il vient de le faire. La chasse aux épées la plus célèbre est ordonnée par Toyotomi Hideyoshi en 1588.

## Chasses aux épées pendant l'époque Sengoku
Avant la chasse aux épées lancée par Oda Nobunaga vers la fin du XVIe siècle, les civils sont libres de porter le sabre pour se défendre ou simplement pour leur décoration. Nobunaga cherche à mettre fin à cet état de fait, et ordonne la saisie des épées et une variété d'autres armes par des civils, en particulier les Ikkō-ikki, ligues de moines-paysans qui cherchent à renverser la domination des samouraïs.
En 1588, Toyotomi Hideyoshi, une fois devenu kampaku (régent impérial), ordonne une nouvelle chasse aux épées. Hideyoshi, comme Nobunaga, cherche à consolider la séparation dans la structure de classes, refusant le port d'arme aux roturiers tout en le permettant aux nobles, la classe des samouraïs. En outre, la chasse aux épées de Toyotomi, comme celle de Nobunaga, a pour but d'éviter les soulèvements paysans et d’empêcher ses adversaires de disposer d'armes. Cette confiscation peut avoir été inspirée par un soulèvement paysan dans Higo l'année précédente, mais sert également à désarmer les moines-guerriers du mont Koya et de Tōnomine. Toyotomi prétend que les armes confisquées seront fondues et utilisés pour créer une image géante du Bouddha pour le monastère Asuka-dera à Nara.
La « chasse aux épées Taikō », comme elle est appelée, est accompagnée par un certain nombre d'autres édits, y compris l'édit d'expulsion de 1590, par lequel Toyotomi cherche à établir un recensement et à expulser des villages les nouveaux venus arrivés en 1590 ou après. Le but principal de cette opération est de contrôler la menace posée par les rōnin, samouraïs errants sans maître qui ont la capacité non seulement de s'adonner au crime et à la violence en général, mais aussi de s'unir pour renverser la domination de Toyotomi. Il est important de noter que Hideyoshi, comme la plupart de ses contemporains, croit en la gouvernance par édits, accordant peu ou pas d'attention aux principes juridiques. Par ailleurs, alors que la chasse aux épées réussit apparemment à refuser des armes aux rebelles potentiels, elle crée aussi un mécontentement dans tout le pays, augmentant de la sorte le nombre et la passion des rebelles potentiels.
À l'époque de Tokugawa Iemitsu (r. 1623-1651), troisième des shoguns Tokugawa, cette séparation est héréditaire et intangible.

## Interdiction des épées durant la restauration de Meiji
La restauration de Meiji des années 1860 marque le début d'une période d'intense modernisation et d'occidentalisation. En 1871, de vastes réformes sont adoptées et mises en œuvre, dont l'abolition du système han qui met fin au féodalisme et au système de classe.
En 1876, il est interdit aux samouraïs de porter des épées. Une armée permanente est créée ainsi qu'une force de police. Cette « chasse aux épées » est réalisée pour des raisons ostensiblement opposées, et avec des méthodes certainement différentes de celles organisées plusieurs siècles auparavant. Ironie du sort peut-être, cette chasse aux épées met un terme au système de classe alors que les précédentes avaient pour but d'approfondir les distinctions entre les roturiers et les nobles.
De nos jours, le Japon dispose d'une loi sur les épées et les armes à feu qui, à l'instar des lois de contrôle des armes à travers le monde, régit la possession et l'utilisation des armes en public. L'acquisition et la détention de certaines épées au Japon est légale si elles sont correctement enregistrées, bien que l'importation et l'exportation de ces articles sont étroitement contrôlées, en particulier dans le cas d'objets qui peuvent être étiquetés comme des artefacts culturels ou nationaux. Les épées qui ne sont pas produites par les forgerons sous licence (y compris toutes les épées fabriquées à la machine) sont interdites aux particuliers. Les épées militaires japonaises sont légales au Japon si elles ont été faites avec des matériaux et des méthodes traditionnels.

## À noter
En 1553, il y a plus d'arquebuses par tête au Japon que dans aucun autre pays. Comme elles requièrent beaucoup moins de formation que les arcs longs, elles sont essentielles pour l'unification du Japon sous Toyotomi Hideyoshi et Tokugawa Ieyasu. Pour les mêmes raisons de la chasse aux épées, les shoguns par la suite découragent la production d'armes de sorte que, dans les années 1840, c'est un art perdu.

### Sources
- George Sansom, A History of Japan : 1334-1615, Stanford, Stanford University Press, 1961.
- George Sansom, A History of Japan : 1615-1867, Stanford, Stanford University Press, 1963.